# أوتو بيرمان
أوتو بيرمان (بالإنجليزية: Otto Berman)‏ هو محاسب أمريكي، ولد في 10 أغسطس 1891 في مانهاتن في الولايات المتحدة، وتوفي في 23 أكتوبر 1935 في نيوآرك في الولايات المتحدة.

## وصلات خارجية
- أوتو بيرمان على موقع IMDb (الإنجليزية)